# Edmund Tauchner
Edmund Tauchner (* 23. April 1956 in Trattenbach) ist ein österreichischer Rauchfangkehrer und Politiker (FPÖ). Er war Mitglied des Bundesrates und von 2008 bis 2013 Abgeordneter zum Landtag von Niederösterreich.

## Leben
Nach der Pflichtschule absolvierte Tauchner eine Maurerlehre und legte nach dem erfolgreichen Abschluss einer Rauchfangkehrerlehre die Meisterprüfung ab. Nachdem er 1975 der Präsenzdienst abgeleistet hatte, war er in der Folge als Wartungstechniker für Heizungsanlagen tätig, arbeitete als Prüforgan für Rauch- und Abgasmessungen und absolvierte eine Ausbildung zum Sachverständigen in Baugenehmigungsverfahren. Von 1998 bis 2008 arbeitete Tauchner als Geschäftsführer.
Tauchner lebt in Kirchberg am Wechsel, ist verheiratet und Vater von drei Kindern.

## Politik
Tauchner wurde 1994 zum Ortsparteiobmann der FPÖ Kirchberg am Wechsel gewählt und ist seit diesem Jahr auch Mitglied des Gemeinderates. 1998 wurde er zum Bezirksobmann und Landesparteivorstandsmitglied gewählt. Seit 2005 ist er zudem Landesparteiobmannstellvertreter. Tauchner vertrat die FPÖ zwischen dem 10. April 2008 und dem 24. April 2013 im Niederösterreichischen Landtag und war vom 28. Oktober 2008 bis zum 19. November 2008 Mitglied des Bundesrates.